# Партия (голос)
Па́ртия («голос») — в многоголосом музыкальном произведении «линия», часть партитуры, исполняемая определённым музыкальным инструментом (например, «партия скрипки»), певческим голосом («партия меццо-сопрано») или группой однотипных инструментов, голосов («партия вторых скрипок»).
Ноты для партии каждого исполнителя записываются отдельно (такая отдельно издаваемая запись также носит название партии, используется также термин «поголосник»). В многоголосой партитуре (ансамблевой — трио, квартеты, хоровой, оркестровой) каждая партия записывается на своём нотоносце.
В опере каждый солист имеет свою партию, этот смысл термина эквивалентен роли в театре (например, партия Германа в опере Чайковского «Пиковая дама»).